# Киселёво (Калужская область)
Киселёво — деревня в Боровском районе Калужской области России. Входит в состав сельского поселения «Село Ворсино».

## География
Находится на северо-востоке региона, вблизи границы с Московской областью, на берегу реки Истья. Входит в пригородную зону города Балабаново. Расстояние до Москвы по прямой: 85 км.

## Население
| 2002 | 2010 |
| ---- | ---- |
| 17   | ↗21  |

## Известные уроженцы, жители
- Токарев, Борис Васильевич (1947) — режиссёр

## Инфраструктура
Личное подсобное хозяйство.

## Транспорт
Доступен автотранспортом через Калужское шоссе.